# یواس‌اس ایمپراو (ای‌ام-۲۴۷)
یواس‌اس ایمپراو (ای‌ام-۲۴۷) (به انگلیسی: USS Improve (AM-247)) یک کشتی بود که طول آن ۱۸۴ فوت ۶ اینچ (۵۶٫۲۴ متر) بود. این کشتی در سال ۱۹۴۳ ساخته شد.